# Rhinobatos prahli
Rhinobatos prahli är en rockeart som beskrevs av Acero P. och Irma Franke 1995. Rhinobatos prahli ingår i släktet gitarrfiskar, och familjen Rhinobatidae. IUCN kategoriserar arten globalt som otillräckligt studerad. Inga underarter finns listade i Catalogue of Life.